# Moritz Michael Daffinger
Moritz Michael Daffinger (Vienne, 1790 - 1849) est un peintre en porcelaine de la manufacture de Vienne surtout connu comme miniaturiste.

## Biographie
Il est le fils d'un peintre en porcelaine de la manufacture de Vienne (Autriche). Il y entre lui-même comme apprenti en 1801 et fait carrière dans cette entreprise jusqu'en 1810. Conjointement à son activité de peintre en porcelaine, il suit l'enseignement de l'Académie de Vienne, dont il remporte le Premier Prix de dessin en 1804. Il commence une carrière de peintre portraitiste en miniature après 1810. Il partage avec Füger la place de l'artiste le plus connu de l'école autrichienne. Sa technique est très influencée par la venue à Vienne, en 1819, du portraitiste anglais Thomas Lawrence (Schidlof, 1964). Sa clientèle se compose de la famille impériale et de toute l'aristocratie de passage à Vienne. Il peint à plusieurs reprises des portraits de Napoléon II, duc de Reichstadt.
Il décède à Vienne à l'âge de 59 ans.